# Romainmôtier-Envy
Romainmôtier-Envy je obec na západě Švýcarska v kantonu Vaud. Žije zde 539 obyvatel.

## Geografie

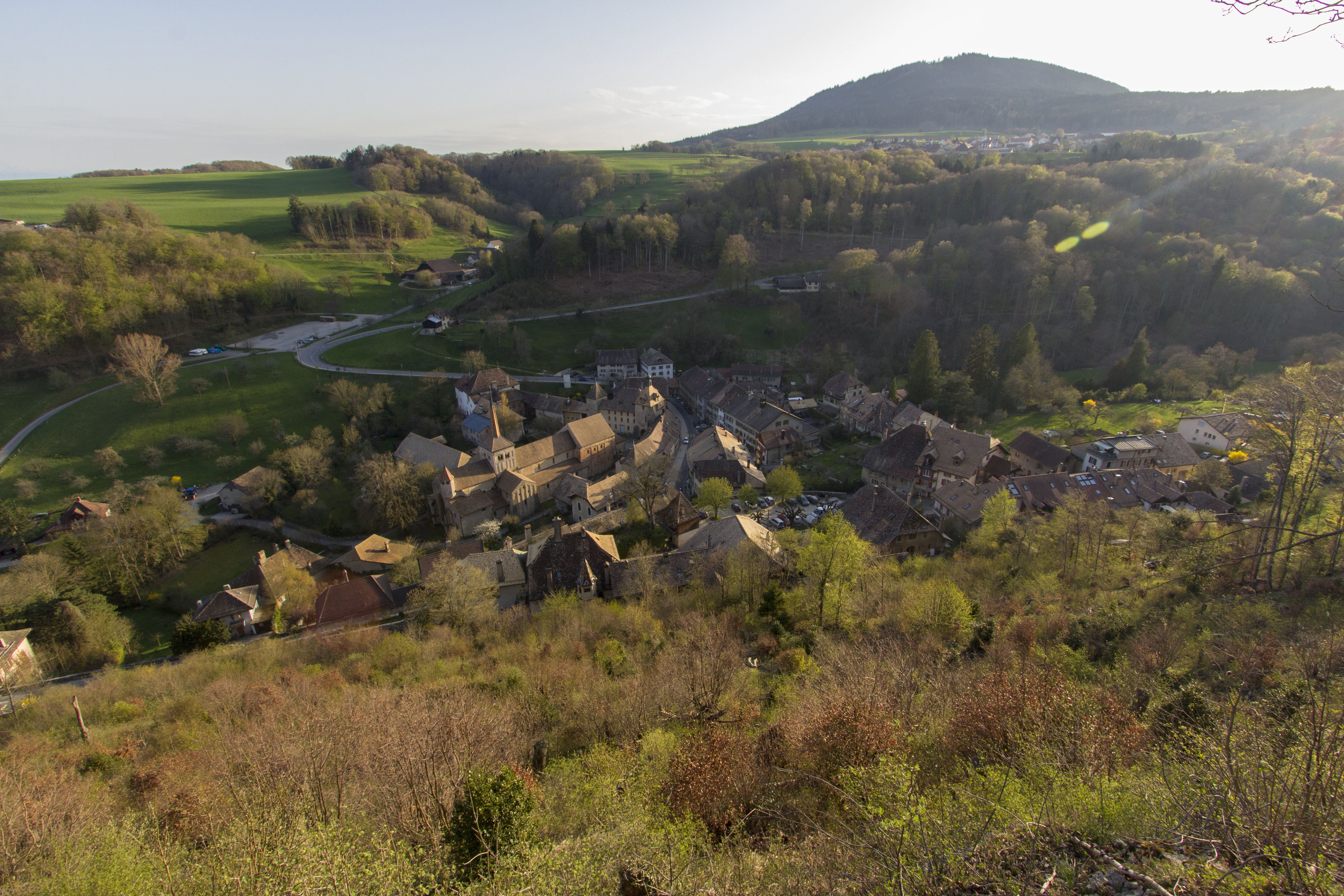
Celkový pohled

Romainmôtier-Envy leží v nadmořské výšce 674 m, vzdušnou čarou 17 km jihozápadně od okresního města Yverdon-les-Bains. Romainmôtier (674 m n. m.) se nachází v úzkém údolí řeky Nozon, která vytéká z Jury. Vesnice Envy leží ve výšce 691 m n. m. v krátkém jižním bočním údolí řeky Nozon, rovněž na úpatí Jury.
Rozloha 7,0 km² velkého, široce rozvětveného území obce pokrývá část náhorní plošiny v podhůří Jury. Severní část území zabírá úzké údolí řeky Nozon, které se až 100 m zařezává do náhorní plošiny úpatí Jury. Na západě zasahuje území obce v údolí Nozon do Jury a dosahuje nejvyššího bodu Romainmôtier-Envy ve výšce 910 m n. m. na severním svahu masivu Mollendruz. Na severu údolí se nachází lesní oblast Bois de Forel (až 770 m n. m.). Na jihu se oblast rozkládá na jurské náhorní plošině, která se svažuje k východu, a přes výšiny La Planchette a La Reculanne k Bec à l’Aigle (629 m n. m.). Úzký výběžek zasahuje na jihozápadě do lesa Prins Bois pod La Praz. V roce 1997 bylo 5 % rozlohy obce pokryto zastavěnou plochou, 68 % lesy a lesními porosty a 27 % zemědělstvím.
Sousedními obcemi jsou Premier, Bretonnières, Bofflens, Croy, La Sarraz, Ferreyres, Moiry, Juriens a Vaulion.

## Historie

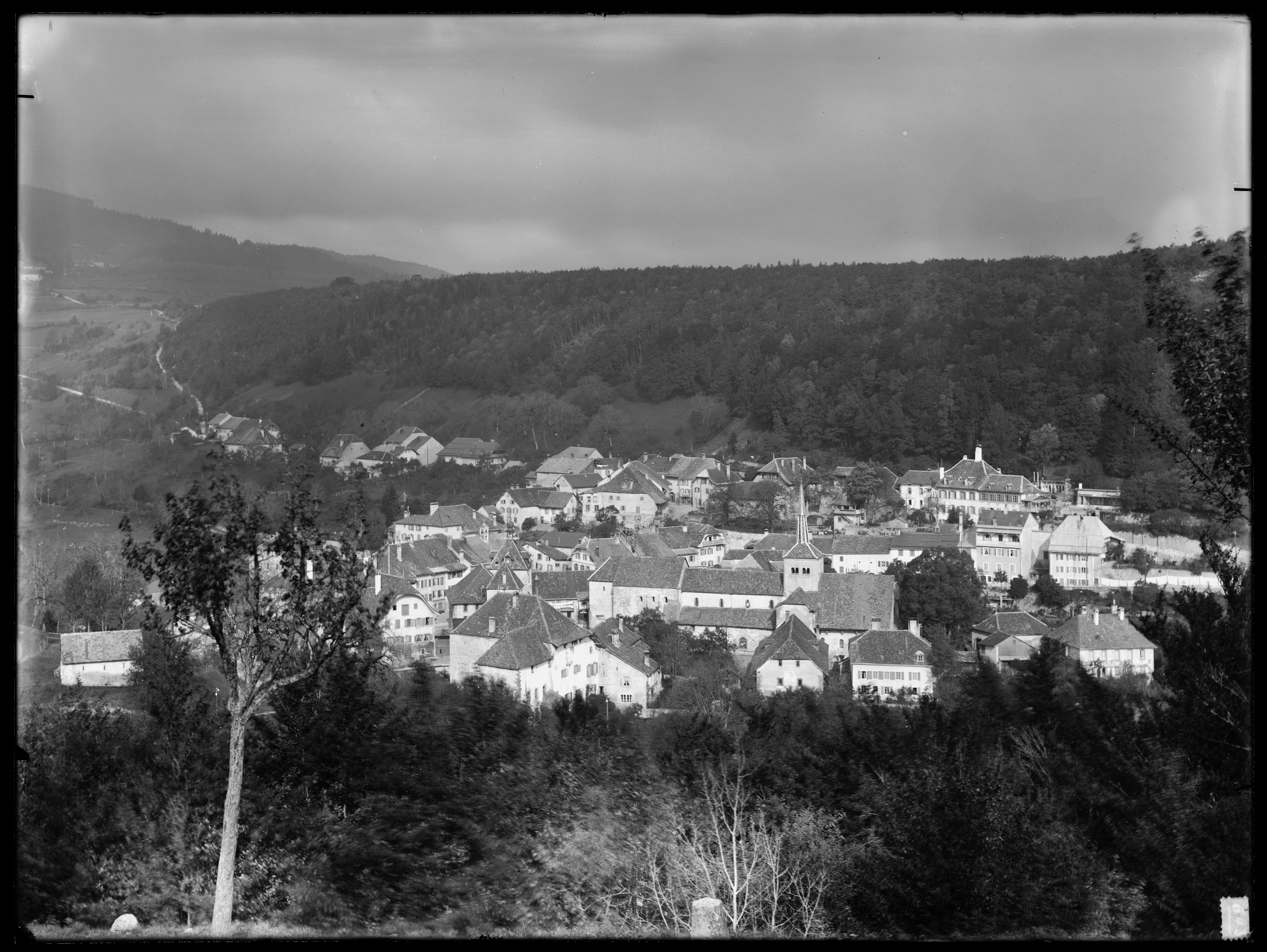
Romainmôtier kolem roku 1905

Území obce Romainmôtier-Envy bylo osídleno již v římské době. Dokladem tohoto období jsou pozůstatky železářských pecí v lese Bellaires jihovýchodně od obce. Dochovaly se zde dvě tavicí pece ze 6. století.
Další historie Romainmôtier je úzce spjata s historií kláštera Romainmôtier, který byl podle tradice založen v polovině 5. století. Název Romanis monasterium se poprvé objevuje v dokumentech kolem poloviny 8. století. Vedle kláštera postupně vznikla osada, která těžila z rozkvětu kláštera v 11. až 15. století. Ve 13. století se Romainmôtier dostal pod vliv savojských vévodů.

Letecký pohled (1949

Po dobytí Vaudu Bernem v roce 1536 byl klášter sekularizován a klášterní majetek zkonfiskován Bernem. Bern následně zřídil panství Romainmôtier, které bylo vedle Lausanne nejbohatším panstvím v kantonu Vaud. Zahrnovalo území Romainmôtier, které sahalo na sever až k Orbe a na jih až k La Sarraz a Cuarnens, a také exklávy Apples a Bursins. Celé údolí Vallée de Joux patřilo rovněž do panství Romainmôtier. Romainmôtier získal městská práva v roce 1589.
Po pádu Staré konfederace patřilo Romainmôtier v letech 1798–1803 během helvétského období ke kantonu Léman, který byl poté po vstupu v platnost Ústavy o zprostředkování sloučen s kantonem Vaud. V roce 1798 bylo přiřazeno k okresu Orbe. Někdejší zástavní území bylo rozděleno mezi okresy Orbe a Cossonay, zatímco údolí Vallée de Joux od té doby tvoří vlastní okres.
Dne 1. ledna 1970 byly sloučeny dvě dříve samostatné obce Romainmôtier a Envy a vznikla obec Romainmôtier-Envy. Envy, které bylo poprvé zmíněno v roce 1216 pod názvem Envi, mělo v roce 1960 45 obyvatel a dosud je zemědělskou obcí.

## Obyvatelstvo
91,0 % obyvatel hovoří francouzsky, 5,3 % německy a 2,1 % italsky (údaj z roku 2000). V roce 1900 žilo v Romainmôtier-Envy celkem 480 obyvatel. Poté počet obyvatel klesl přibližně o třetinu na 331 obyvatel v roce 1960. Teprve od roku 1980 (342 obyvatel) je opět patrný mírný vzestupný trend.

## Hospodářství

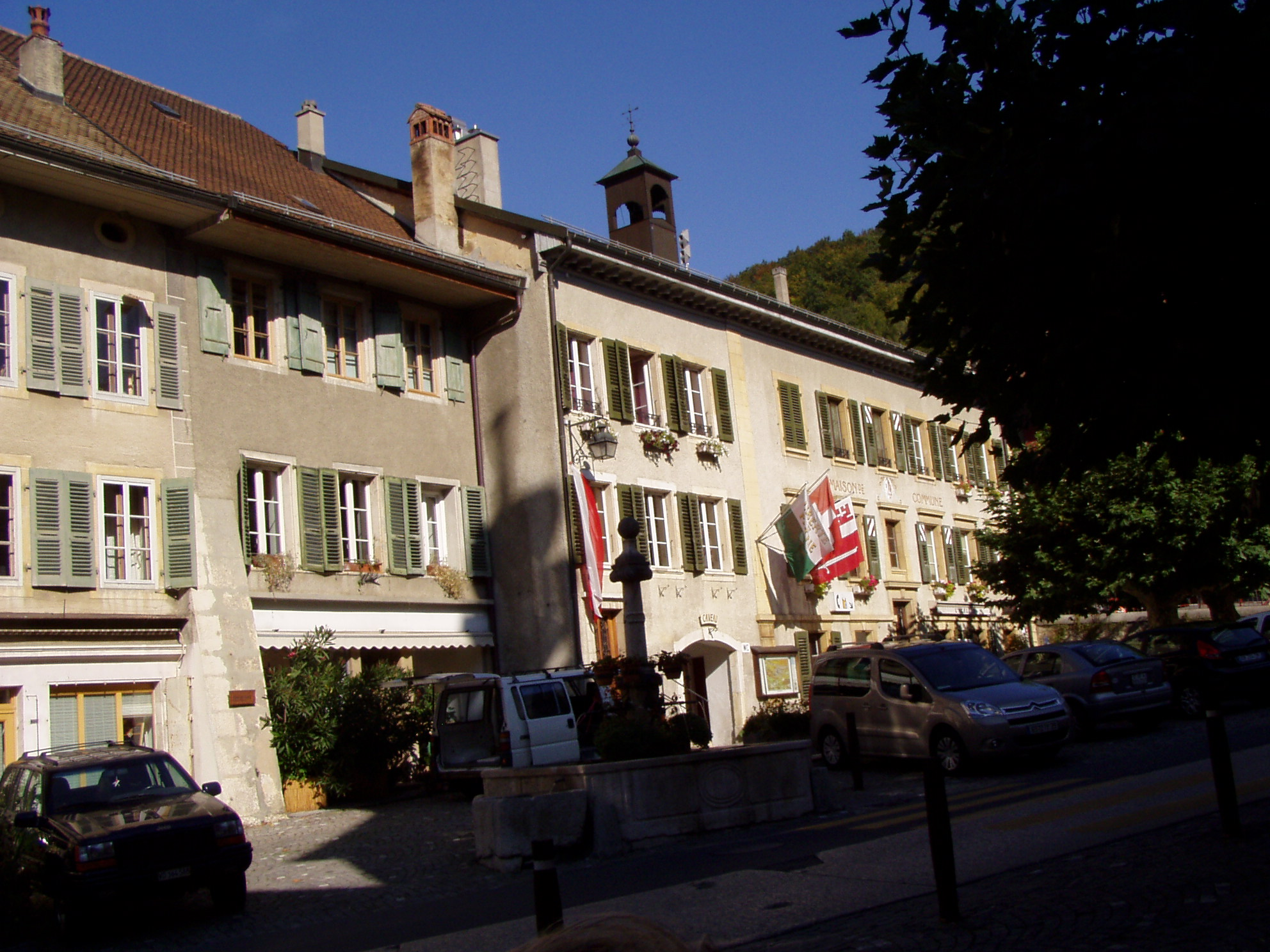
Centrum obce

Romainmôtier-Envy bývalo historicky převážně zemědělskou obcí. Dnes hraje zemědělství a lesnictví v obživě obyvatel jen okrajovou roli.
Od 19. století využívá vodní sílu řeky Nozon několik mlýnů. Kolem roku 1900 se v Romainmôtier nacházela cihelna, továrna na textilní stroje a továrna na broušení pilníků (do roku 1928). Dnes obec získává příjmy z cestovního ruchu a řemesel. Téměř 70 % pracovní síly je zaměstnáno v terciárním sektoru. V Romainmôtier-Envy se nachází středisko grafického umění a domov důchodců a pečovatelská služba.

## Doprava
Obec se nachází mimo hlavní dopravní tepny na spojovací silnici z Orbe přes Croy do Vaulionu a přes jurský průsmyk Pétra Félix do údolí Vallée de Joux. Romainmôtier je napojen na síť veřejné dopravy prostřednictvím linky Postbusu, která jezdí z Croy do Vaulionu. Další autobusová linka obsluhuje trasu Croy – Romainmôtier – La Praz. Železniční stanice Croy-Romainmôtier se nachází asi 1,5 km východně od Romainmôtier na železniční trati Lausanne–Vallorbe. Severní část areálu nádraží se rovněž nachází v obci Romainmôtier-Envy.

## Pamětihodnosti
Původní kostel svatého Petra a Pavla z 6. století, postavený z pískovce, byl založen svatým Romanem z Condatu, po kterém byla pojmenována obec. Kostel, jehož jádro je z 11. století, je nejstarší stavbou románské architektury na území Švýcarska. Benediktinské opatství bylo předáno v roce 931 pod správu nově založeného kláštera v Cluny, fakticky však k tomu došlo až mezi roky 966 a 990. Další části kláštera byly v následujících stoletích přistavěny podle tehdy módních architektonických slohů. V lodi kostela jsou mohutné pilíře a vybledlé fresky.

## Fotogalerie

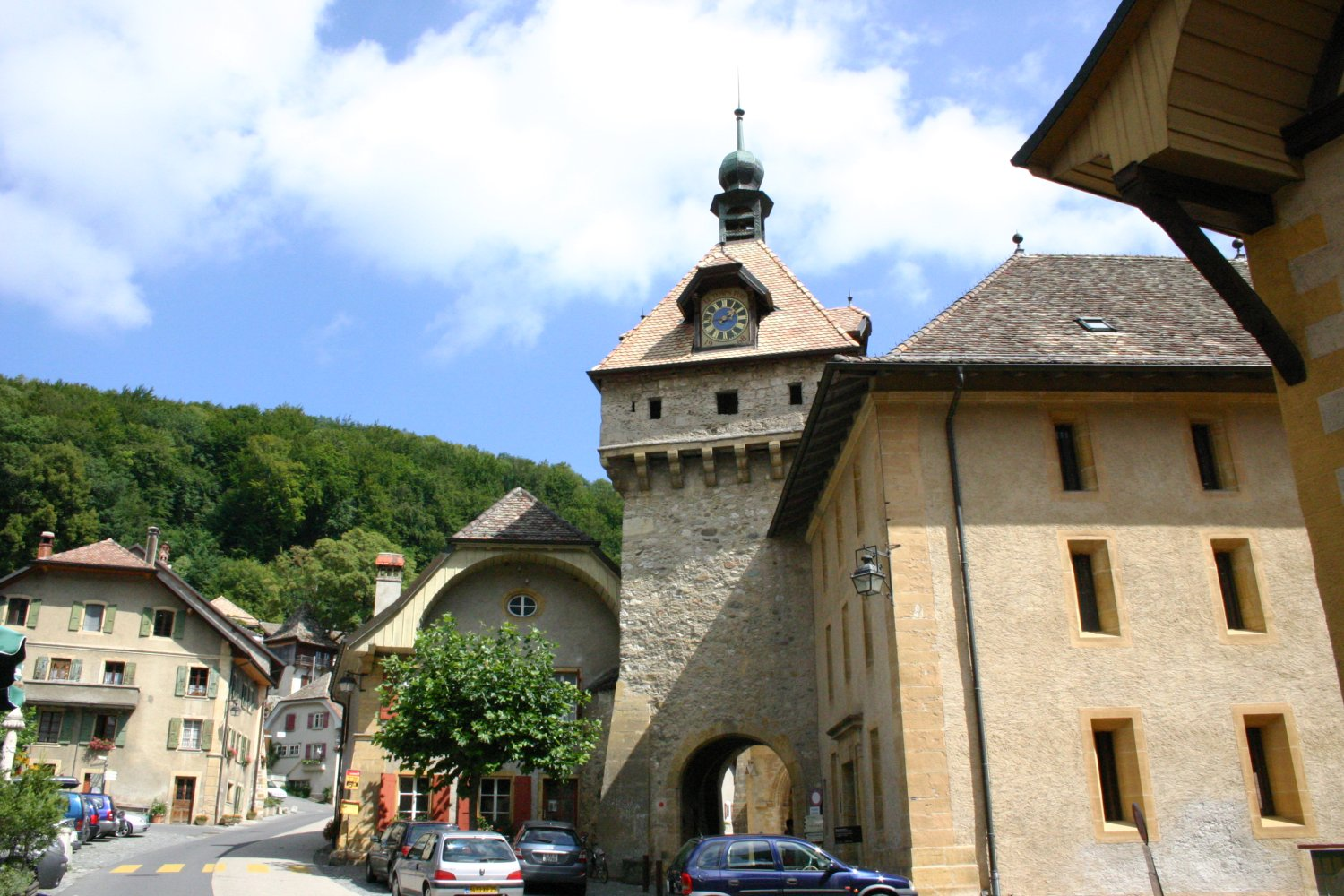
Romainmôtier
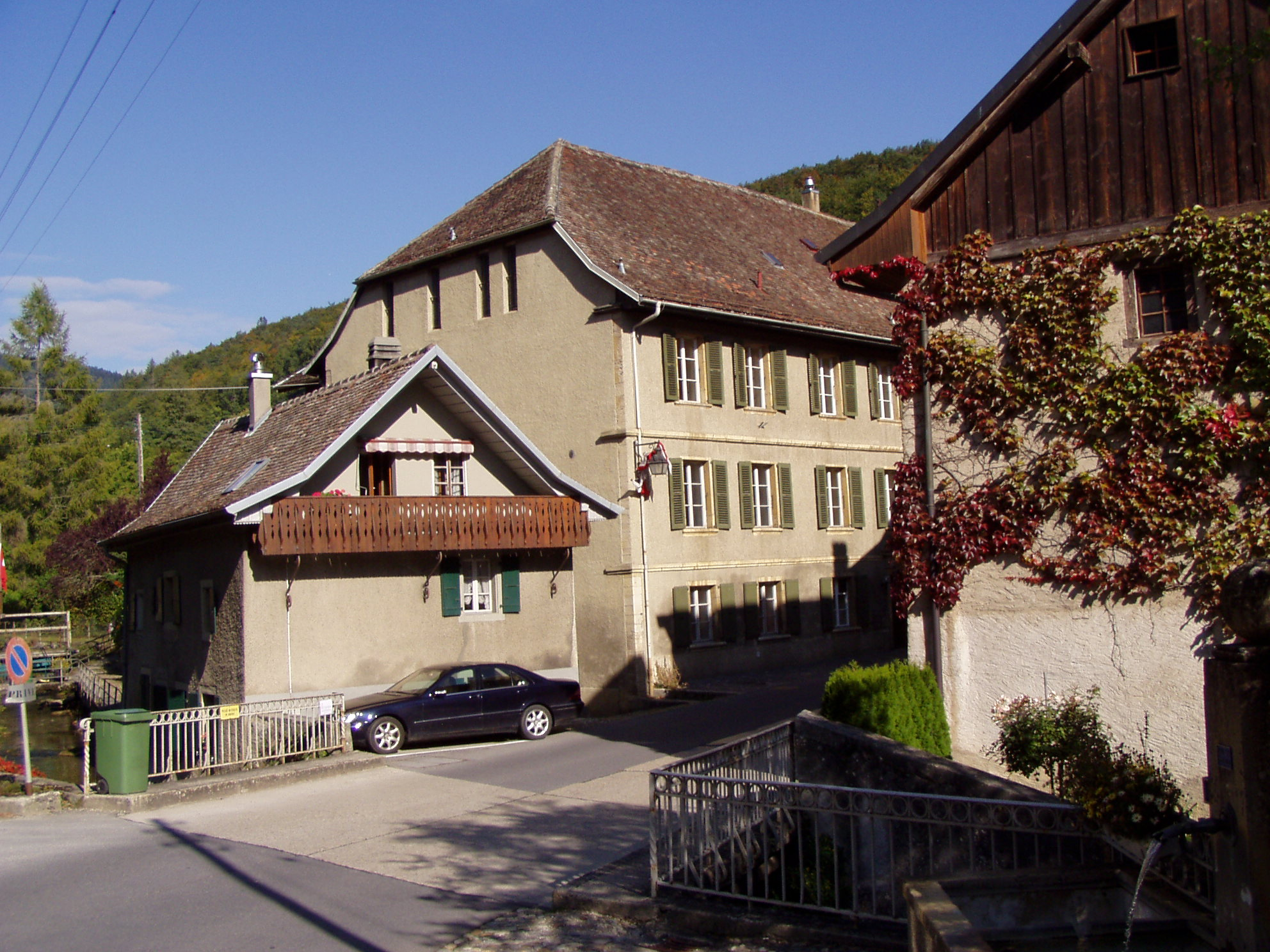
Romainmôtier
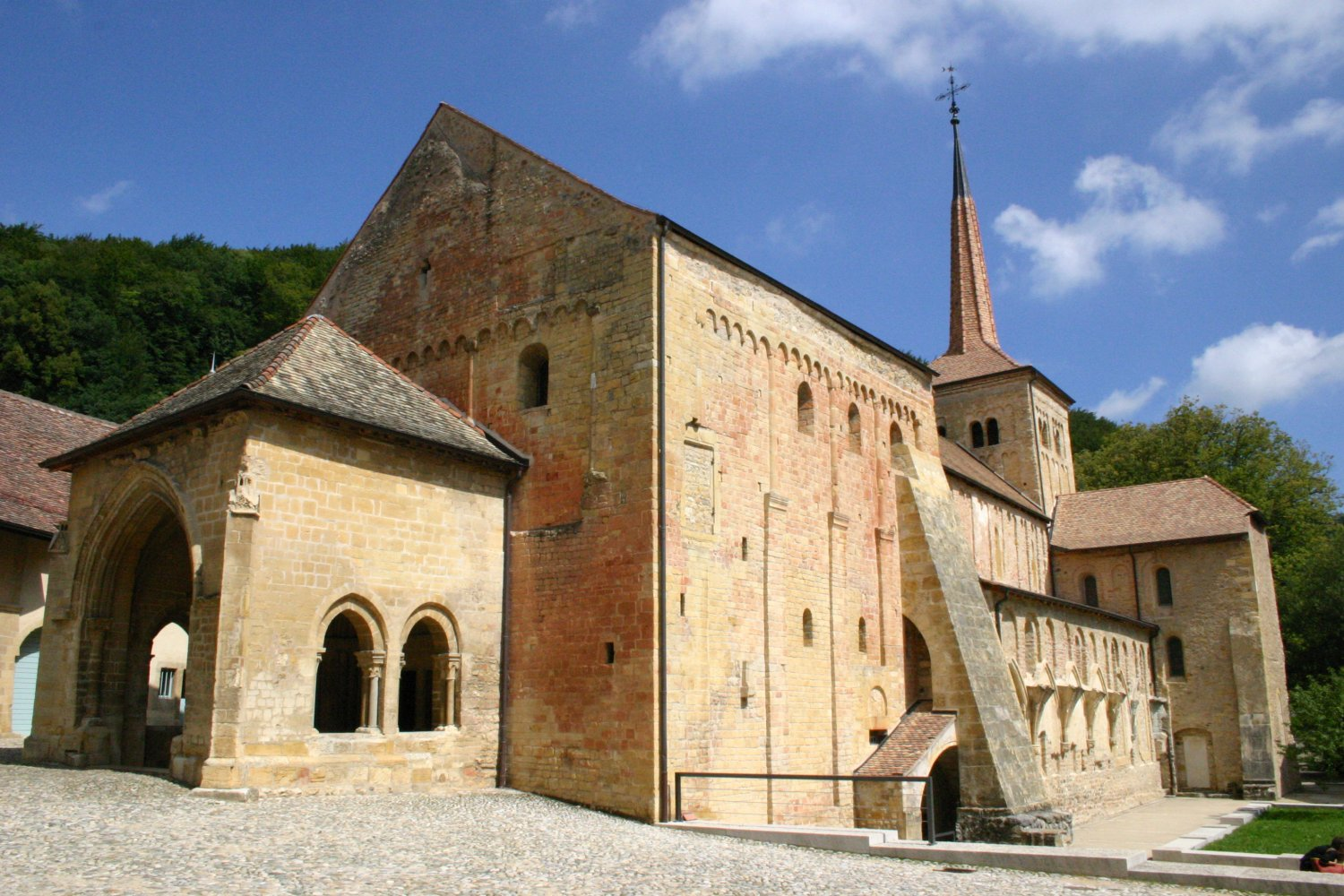
Opatství
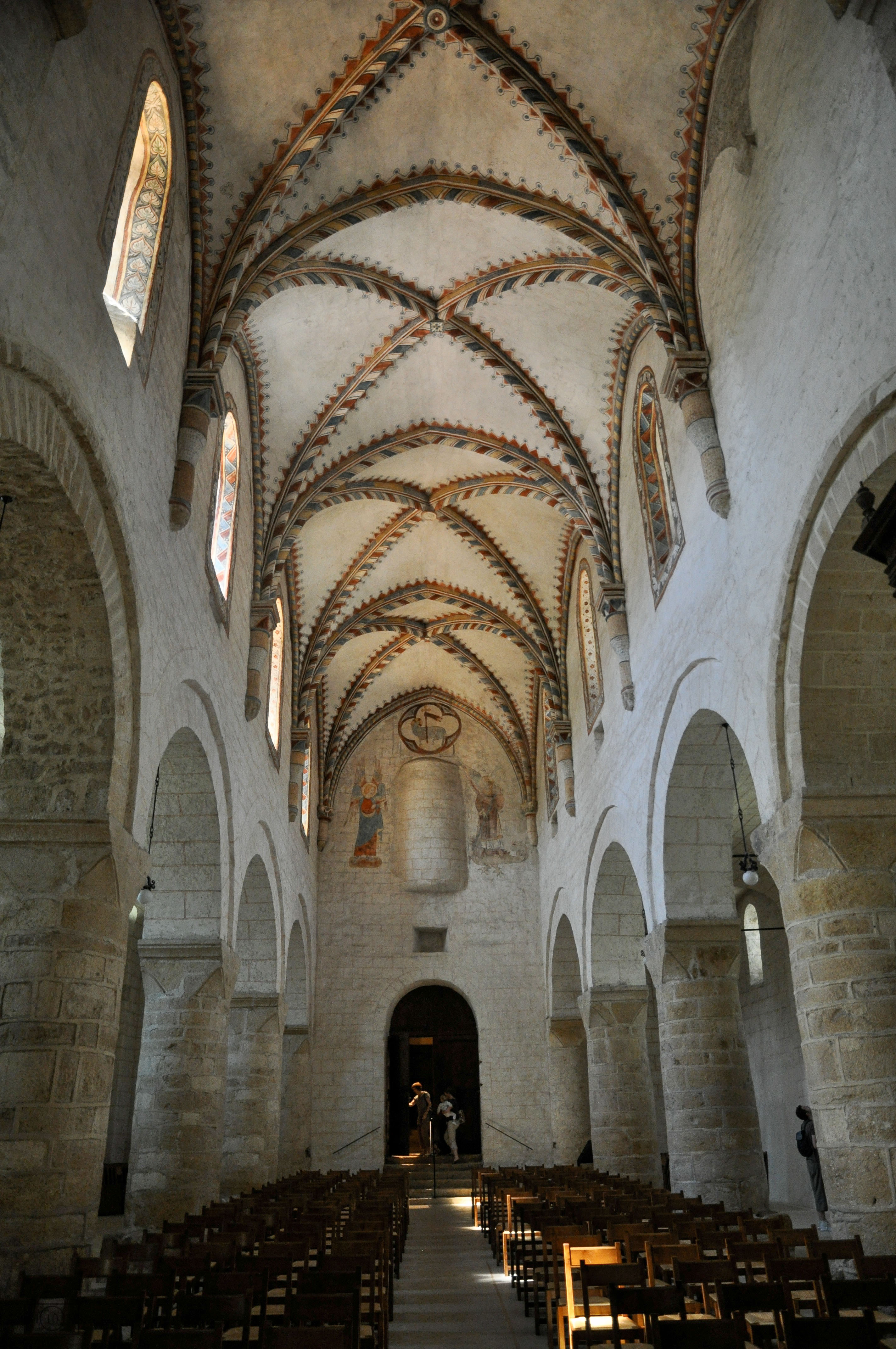
Loď kostela
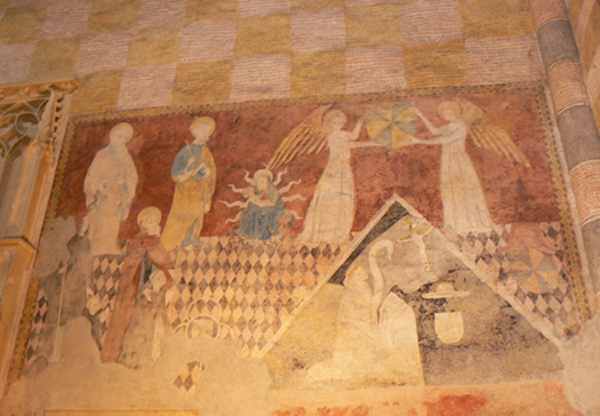
Freska